# Gramatik
Denis Jašarević (Portorož, 19 de octubre de 1984), también conocido por su nombre artístico Gramatik, es un productor de música electrónica esloveno, residente en Nueva York.

## Biografía
Nació en Portorož, SR Eslovenia, SFR Yugoslavia el 19 de octubre de 1984. El interés de Jašarević en la música comenzó a la edad de tres, cuando su madre le encontró escuchando funk, jazz, soul y blues estadounidense de las cintas de casete de su hermana mayor. Ya siendo mayor, este fue introducido a la cultura del hip-hop, escuchando a artistas como DJ Premier, Guru, RZA y Dr. Dre.
A la edad de 13, empezó a producir música de hip-hop usando uno de los primeros PC comerciales. Más tarde empezó a compartir su material a través de la tienda de música en línea Beatport, lo cual le ayudó a ganar seguidores en los Estados Unidos y Europa. Jašarević señala que Beatport fue su punto de partida para emerger como un artista de música electrónica y también como medio para obtener a su primer agente estadounidense, Hunter Williams.
Después de que firmara con su nueva agencia, este se muda a la Ciudad de Nueva York, donde publica su primer álbum de estudio, Expedition 44, en julio de 2008, así como su segundo álbum de estudio Street Bangerz Vol. 1 (también conocido como SB1) en diciembre de 2008. SB1 se mantuvo por seis meses en el ranking "Top 100 Chill Out Chart" de Beatport. 
Un año después de publicar su primer álbum, firmó con la disquera Pretty Lights Music como su primer nuevo artista, el cual en el tiempo constó de sólo el productor de música electrónico Pretty Lights (Derek Vincent Smith). La disquera utiliza un modelo de mercado musical "fee-free", y Jašarević ha declarado que su creencia es que " es moralmente correcto que la música sea principalmente gratuita", haciendo muy publica su historia con la piratería digital y cómo esta ha beneficiado su carrera de múltiples maneras. Jašarević nombró a su tercer extended play (EP) #digitalfreedom, como un crítica social que involucra "la lucha contra los severos proyectos de censura en Internet" como ACTA, SOPA y PIPA.
En 2013, anunció su salida de la disquera Pretty Lights Music para formar la suya propia, llamada Lowtemp Recordings. El nombre de esta productora musical  es una abreviatura de "temperatura baja" (Low Temperature en inglés);Jašarević ha explicado que con este nombre quiere señalar que la música de esta productora sería "cool", declarando, "Entonces de ahora en adelante, si piensas que una de mis canción es cool, tienes que decir que es mierda [es de] Lowtemp" Lowtemp ahora cuenta con artistas como Exmag (un proyecto aparte de Gramatik), ILLUMNTR, Gibbz, BRANX, y Russ Liquid. En 2014, Jašarević relanzó sus primeros siete álbumes (incluyendo la serie Street Bangerz, siendo renombrados como SB) bajo la disquera Lowtemp, utilizando el arte original o uno nuevo.
El 9 de noviembre de 2017, Gramatik lanzó su propia criptomoneda, GRMTK, acumulando la cantidad máxima de $2.48 millones de dólares (7500 ETH) en menos de 24 horas, durante la venta de la criptomoneda en Zúrich. Él se convirtió en el primer artista en "criptomonetizar" su propiedad intelectual.

## Premios
- Tres premios "Best Track" - Beatport Music Awards (2012)[cita requerida]
- Nominación "Best Chill Out Artist" - Beatport Music Awards (2010)[cita requerida]

## Discografía

### Álbumes de estudio
- Expedition 44 (2008) (relanzado el 2014)
- Street Bangerz Vol. 1 (2008) (relanzado el 2014 como SB1)
- Street Bangerz Vol. 2 (2009) (relanzado el 2014 como SB2)
- Street Bangerz Vol. 3 (2010) (relanzado el 2014 como SB3)
- No Shortcuts (2010) (relanzado el 2014)
- Beatz & Pieces Vol. 1 (2011) (relanzado el 2014)
- Street Bangerz Vol. 4 (2013) (relanzado el 2014 como SB4)
- The Age of Reason (2014)
- Epigram (2016)

### EP
- Dreams About Her (2008) (relanzado el 2014)
- Water 4 The Soul (2009) (relanzado el 2014)
- #digitalfreedom EP (2012) (relanzado el 2015)
- Re:Coil Part I EP (2017)

### Sencillos
- "You Don't Understand" (2013)
- "Brave Men" (2014)
- "Hit That Jive" (2014)
- "Native Son" (2016)
- "Voyager Twins" (2017)
- "Recovery" (2017)

### Recopilaciones
- Coffee Shop Selection (2015)